# Andover (Illinois)
Andover è un villaggio degli Stati Uniti d'America, situato nello Stato dell'Illinois e in particolare nella contea di Henry.

## Storia
Andover fu il primo centro abitato nella contea di Henry e venne fondata nel settembre 1835 dal reverendo Ithamar Pillsbury (Dracut, 22 agosto 1794 – Andover, 20 aprile 1862). Pillsbury, che era stato sottufficiale nel New Hampshire durante la guerra del 1812, scampò fortunosamente alla morte in battaglia e ciò lo convinse a diventare pastore presbiteriano.
Il primo mulino venne costruito ad Andover nel 1836-37.
Il pastore luterano Lars Paul Esbjörn (Delsbo, 16 ottobre 1808 – Östervåla, 2 luglio 1870) e un gruppo di altri immigrati svedesi partiti da Gävle arrivarono ad Andover nel 1849 e vi costruirono la Jenny Lind Chapel, che divenne la chiesa madre della comunità luterana svedese. La chiesa fu eretta con il contributo del soprano Jenny Lind, che in quel periodo si trovava nell'Est degli Stati Uniti per una serie di concerti.
Nel 1975, la Jenny Lind Chapel venne dichiarata sito storico nazionale ed inserita nel National Register of Historic Places.